# Pont Saint-Hilaire
Le pont Saint-Hilaire est un pont routier enjambant l'Eure, situé à Chartres, département français d'Eure-et-Loir.

## Situation
Ce pont permet de relier l'église Saint-Pierre, et la place du même nom, à la porte Morard, par la rue du Pont-Saint-Hilaire, la rue de la Porte-Morard et le pont de la Porte-Morard, qui franchit le bras secondaire de l'Eure.
Le pont Saint-Hilaire traverse le bras principal de la rivière : il est placé entre le pont Saint-Père, en amont, et le pont Taillard, en aval .

## Historique
Le pont a été ainsi baptisé en l'honneur de saint Hilaire, évêque de Poitiers, très populaire dans le diocèse de Chartres.
Ce pont en dos d'âne, présentant trois arches en segment de cercle, date du XIIe siècle. Il est restauré en 1735 et le parapet constitué de moellons est moderne.
Les côtés amont et aval sont traités spécifiquement :
- Côté amont, les piles sont munis de contreforts triangulaires, réduisant ainsi les forces exercées par le courant sur l'ouvrage ;
- Côté aval, les piles sont doublées de contreforts rectangulaires.

C'est l'unique pont de Chartres inscrit au titre des monuments historiques, l'arrêté de protection datant de 1925.

Le pont Saint-hilaire
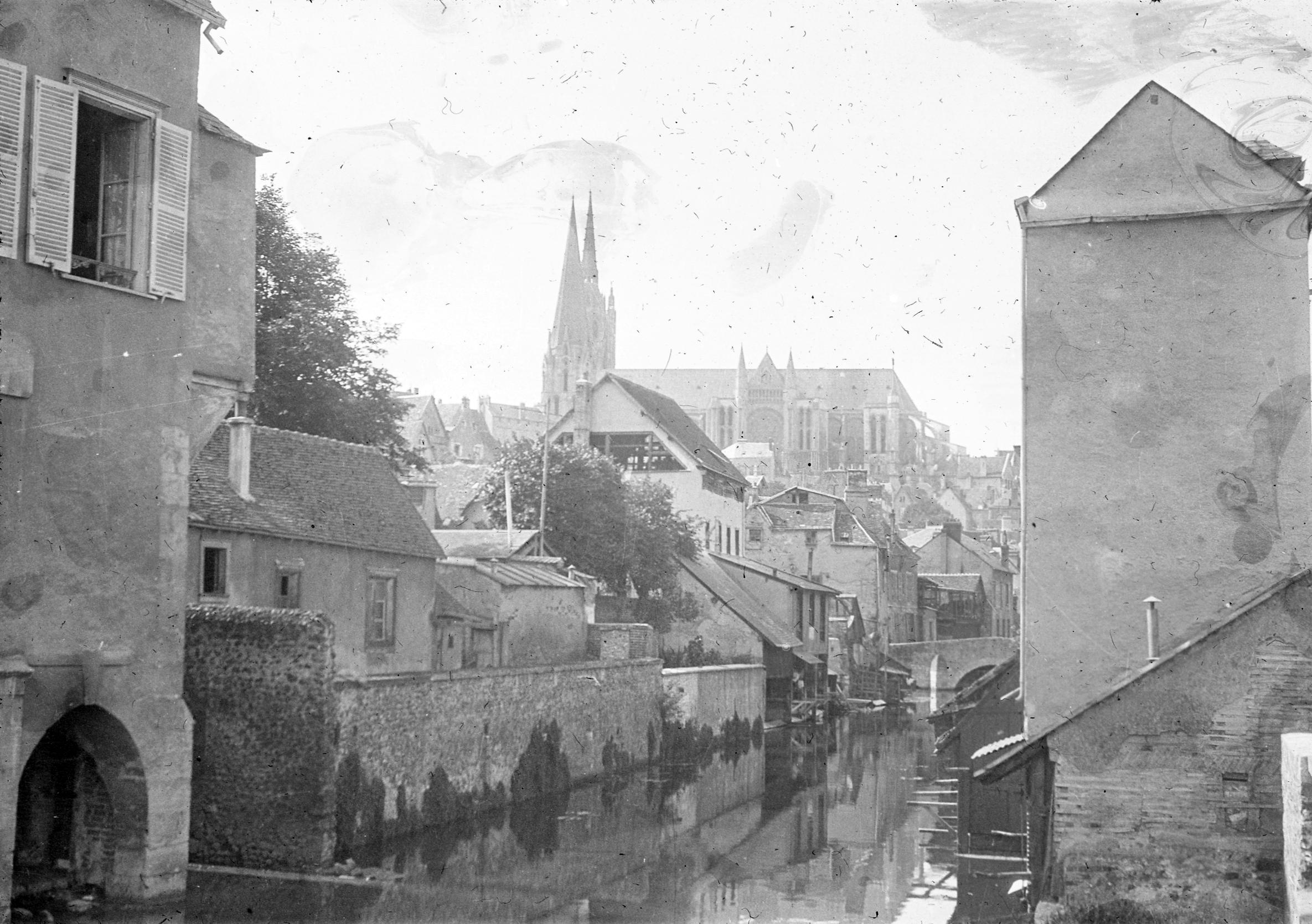
Vue aval sur Chartres à partir du pont, environs de 1920.
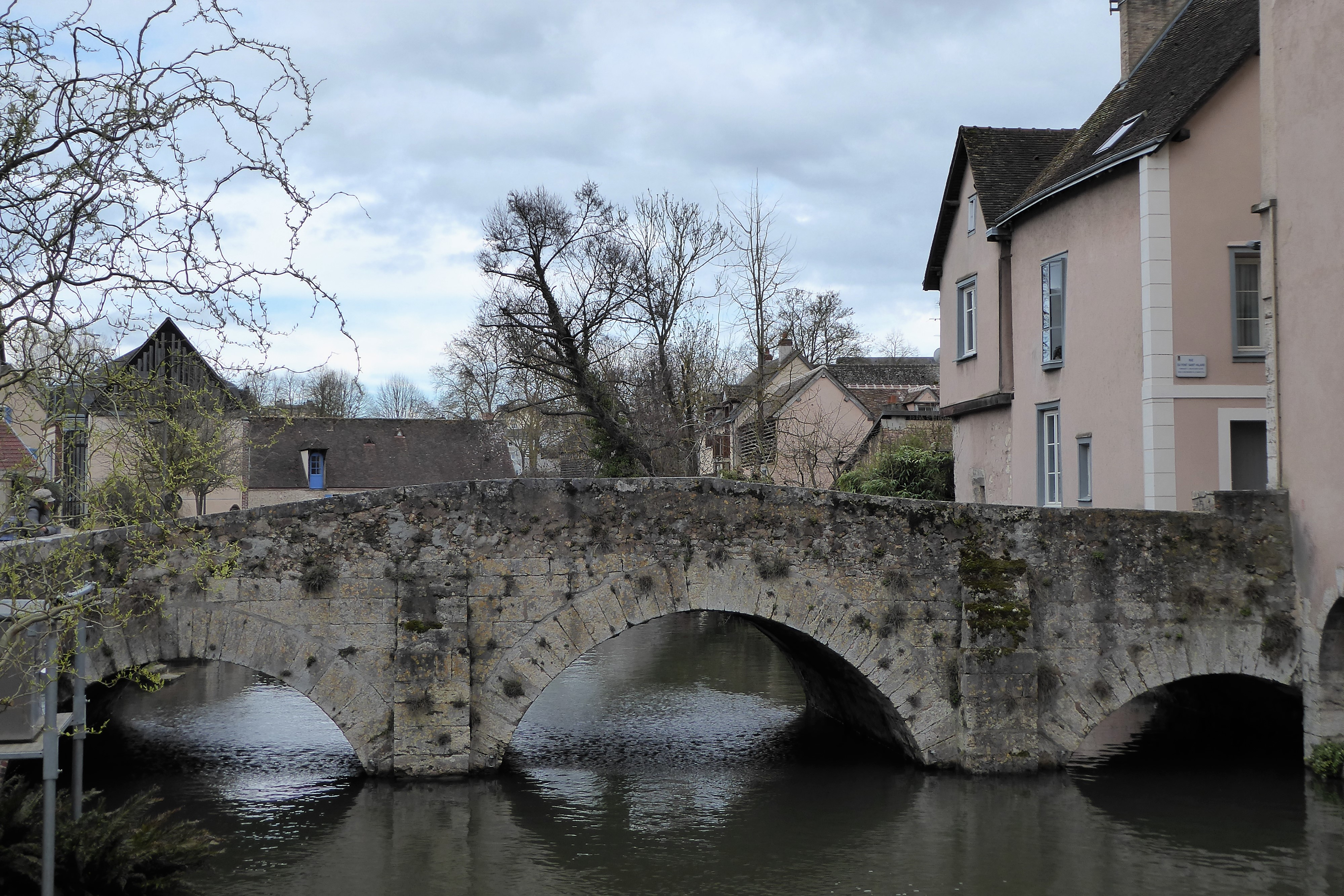
Vue aval du pont.
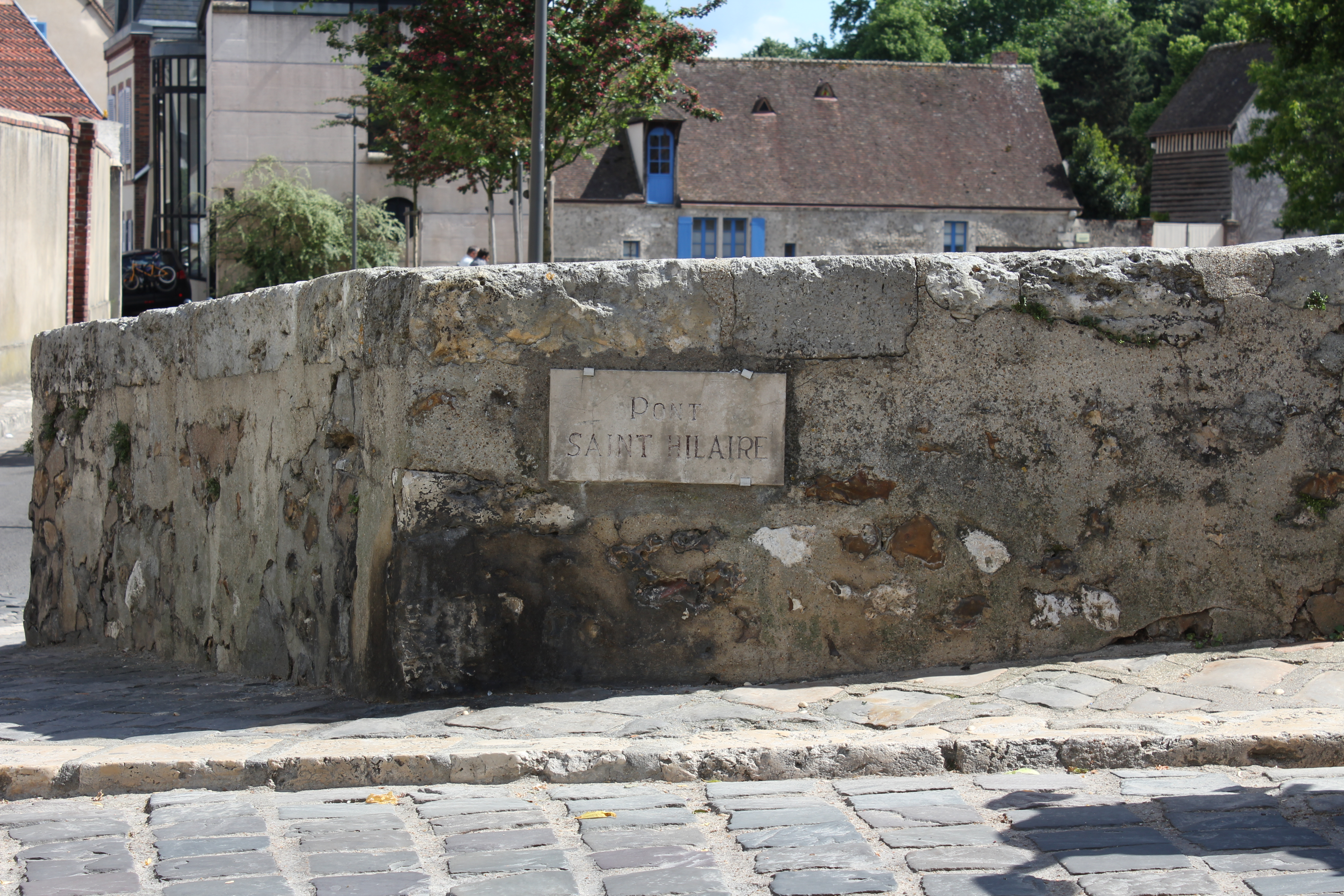
Plaque du pont Saint-Hilaire.

## Dimensions
Structurae retient les dimensions suivantes : 
- Longueur totale : 18,20 m ;
- Longueurs des travées : 3,60 m 6,40 m 3,40 ;
- Largeur du tablier : 5,70 m.